# Basilica di San Paolo (Palazzolo Acreide)
La basilica di San Paolo è un luogo di culto ubicato in piazza San Paolo nella città di Palazzolo Acreide. È la più importante delle chiese cittadine, appartenente all'arcidiocesi di Siracusa, vicariato di Palazzolo - Floridia, arcipretura di Palazzolo Acreide, parrocchia di San Nicolò Vescovo-Chiesa Madre.

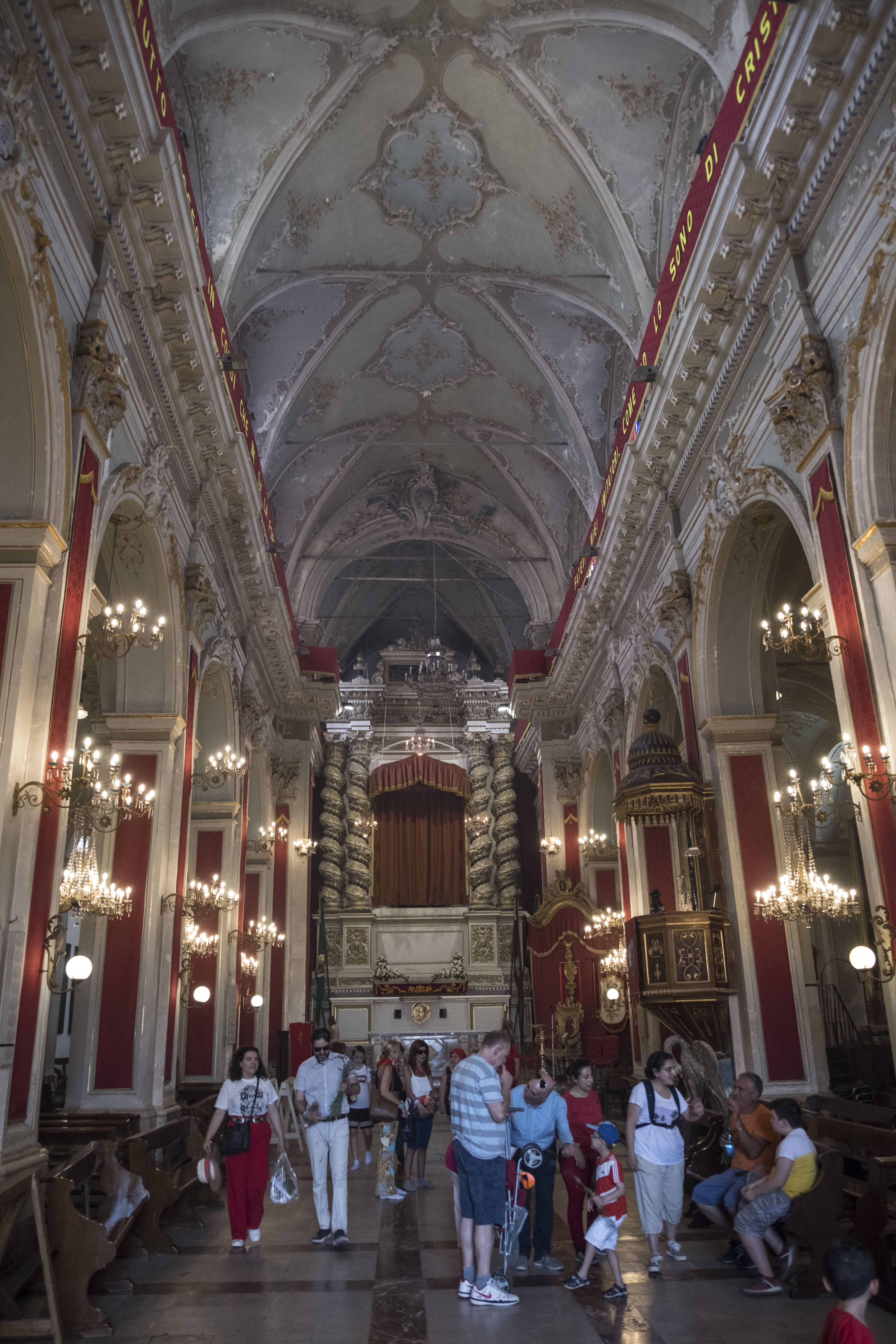
Interno.

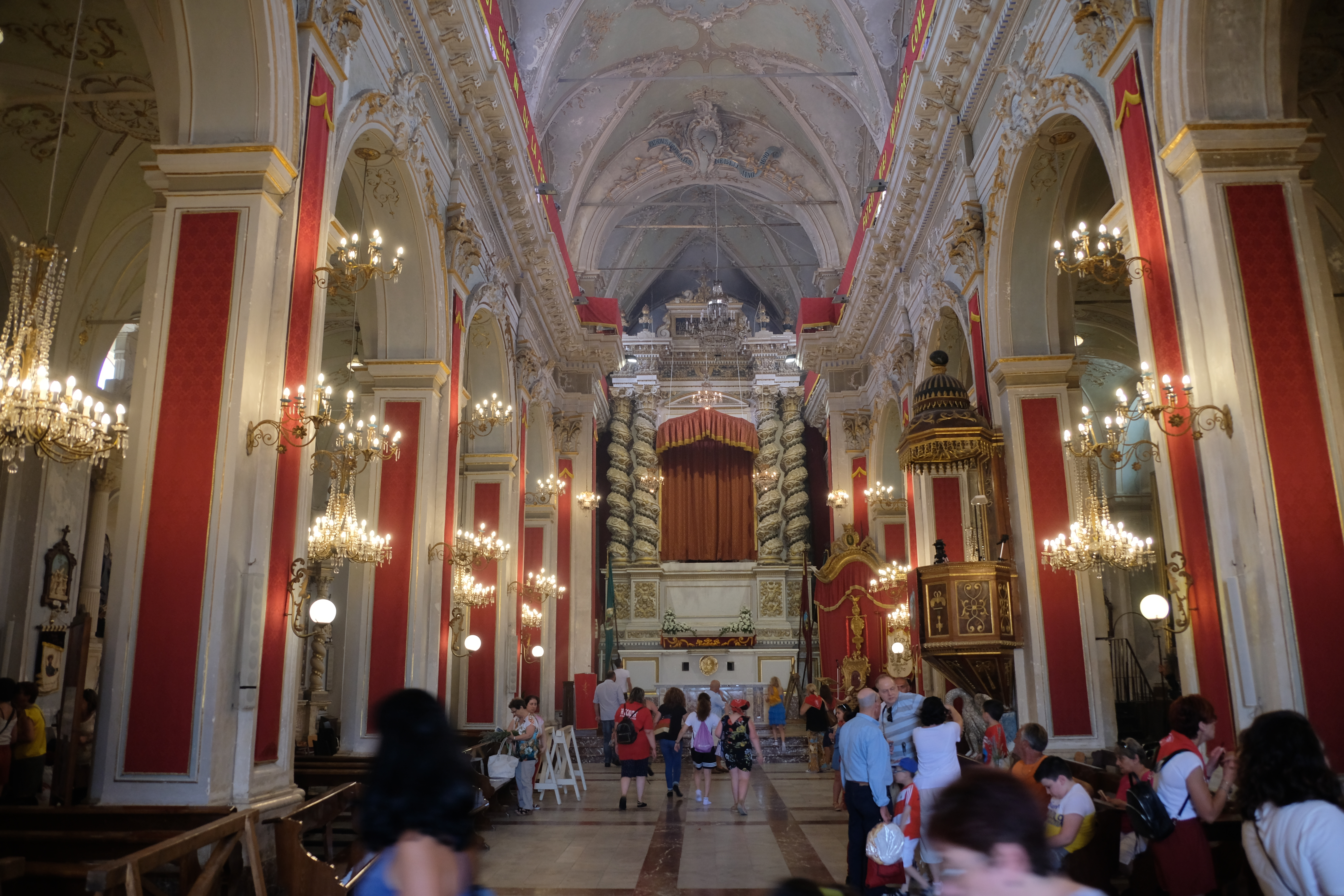
Interno.

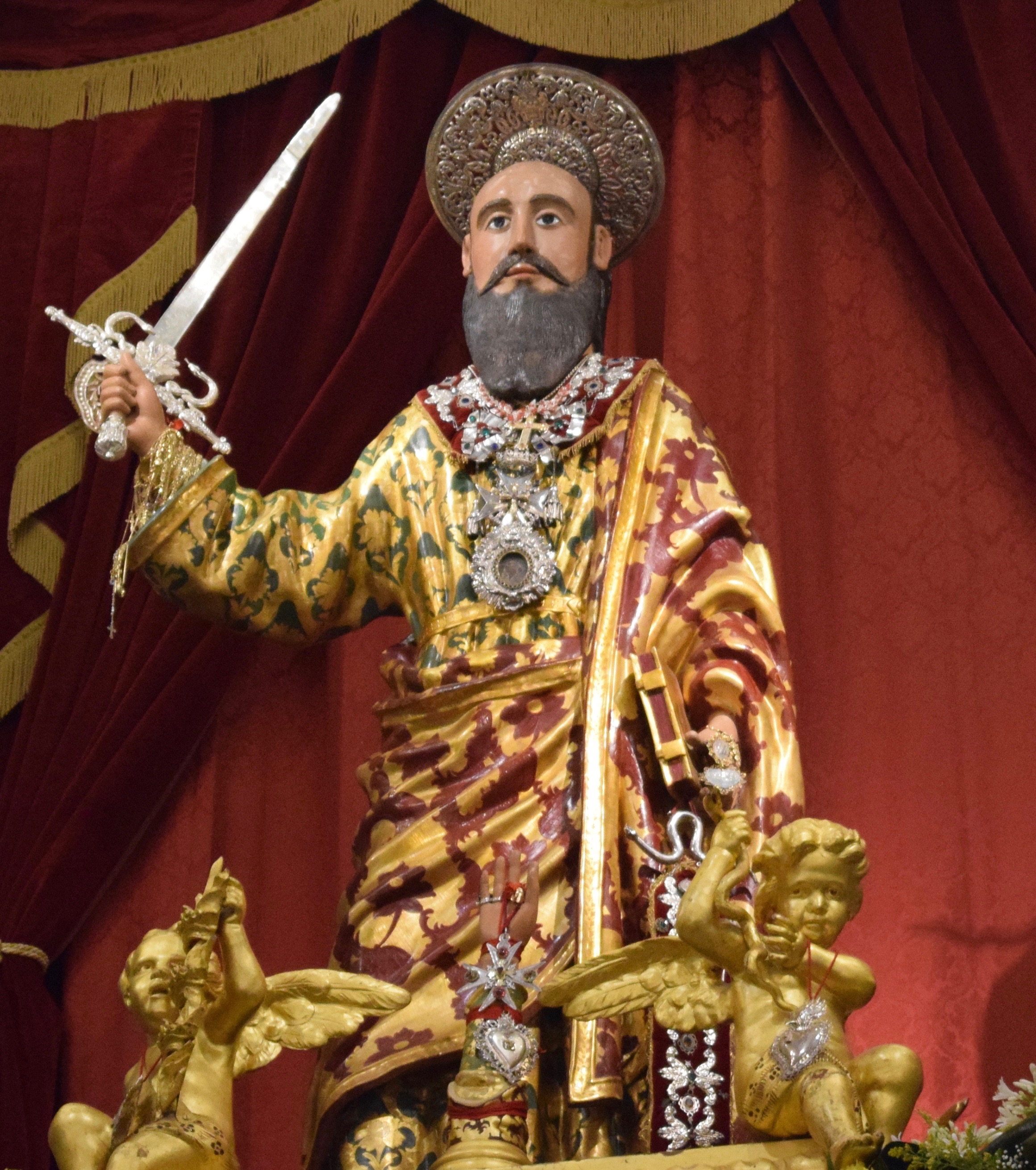
Il veneratissimo simulacro raffigurante San Paolo.

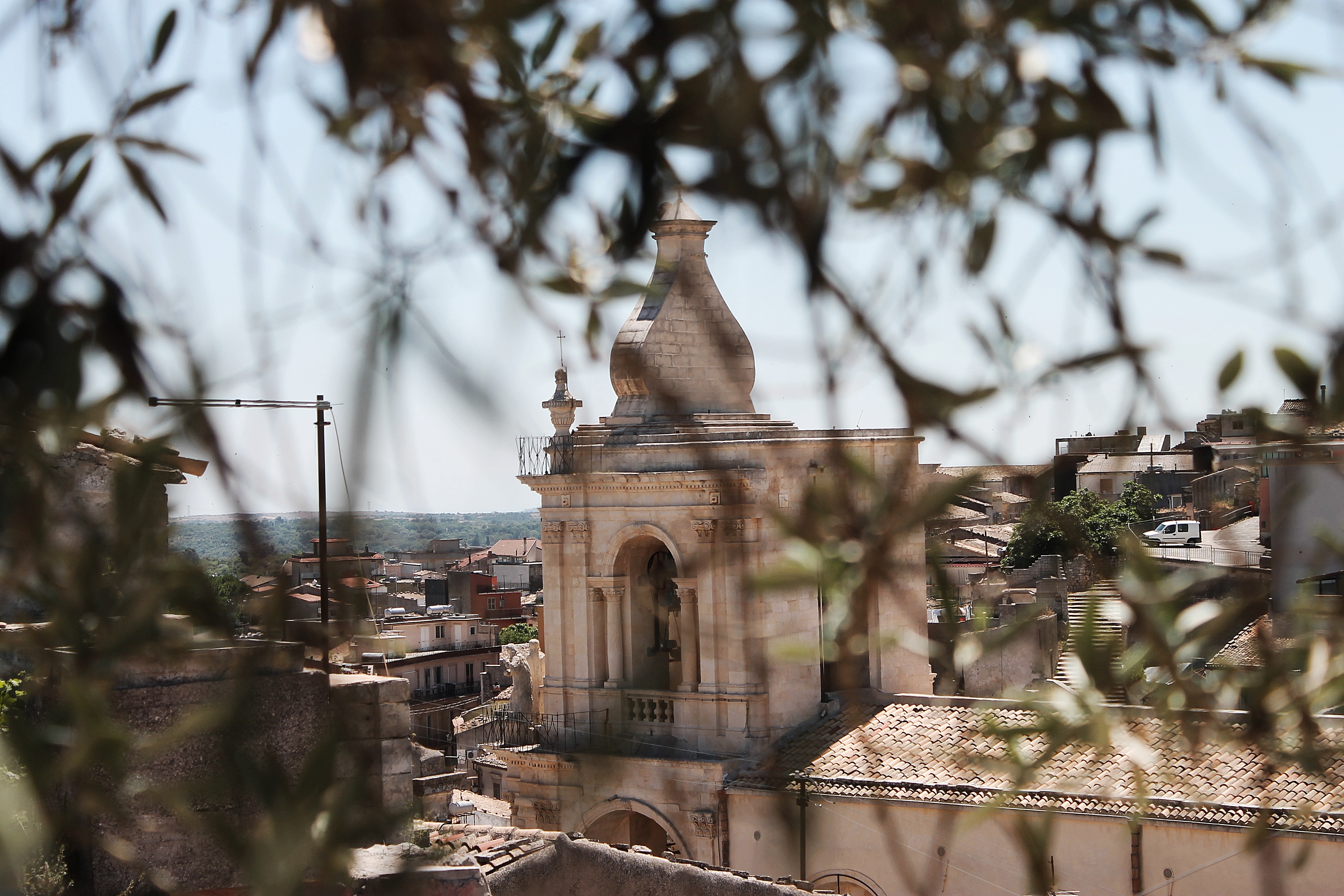
Veduta laterale del prospetto.

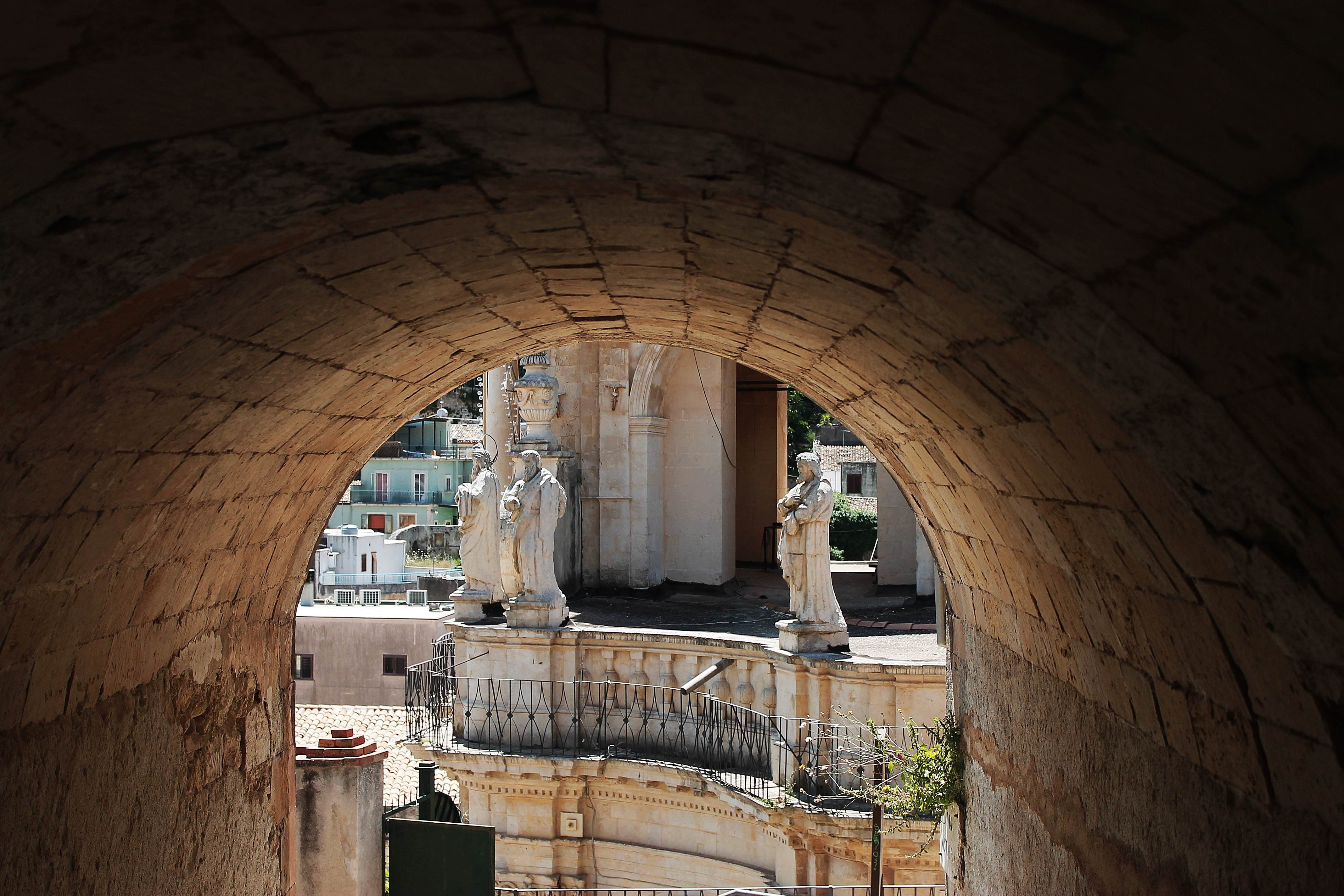
Dettaglio della teoria di statue.

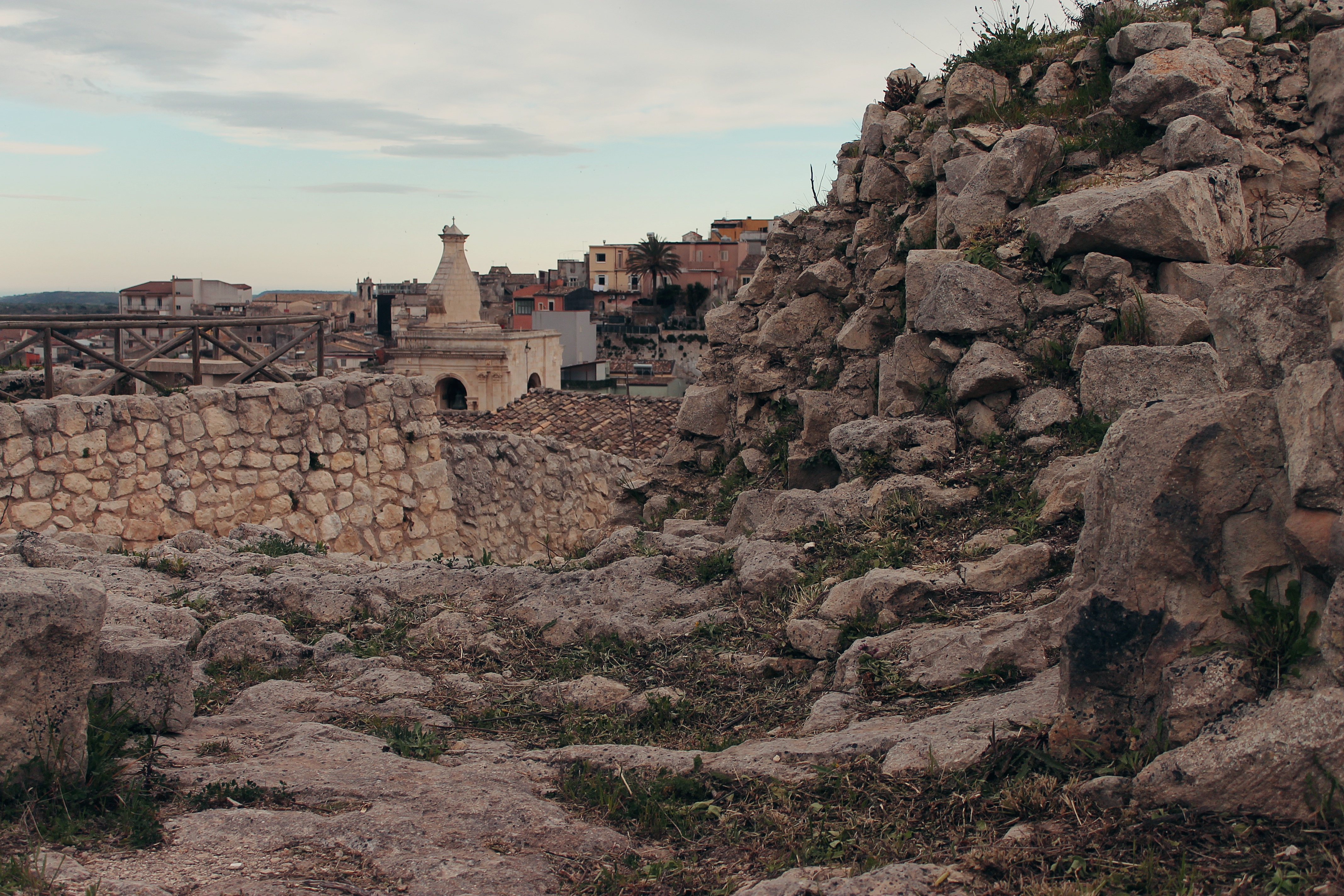
Antichità e frontalino cuspidale barocco.

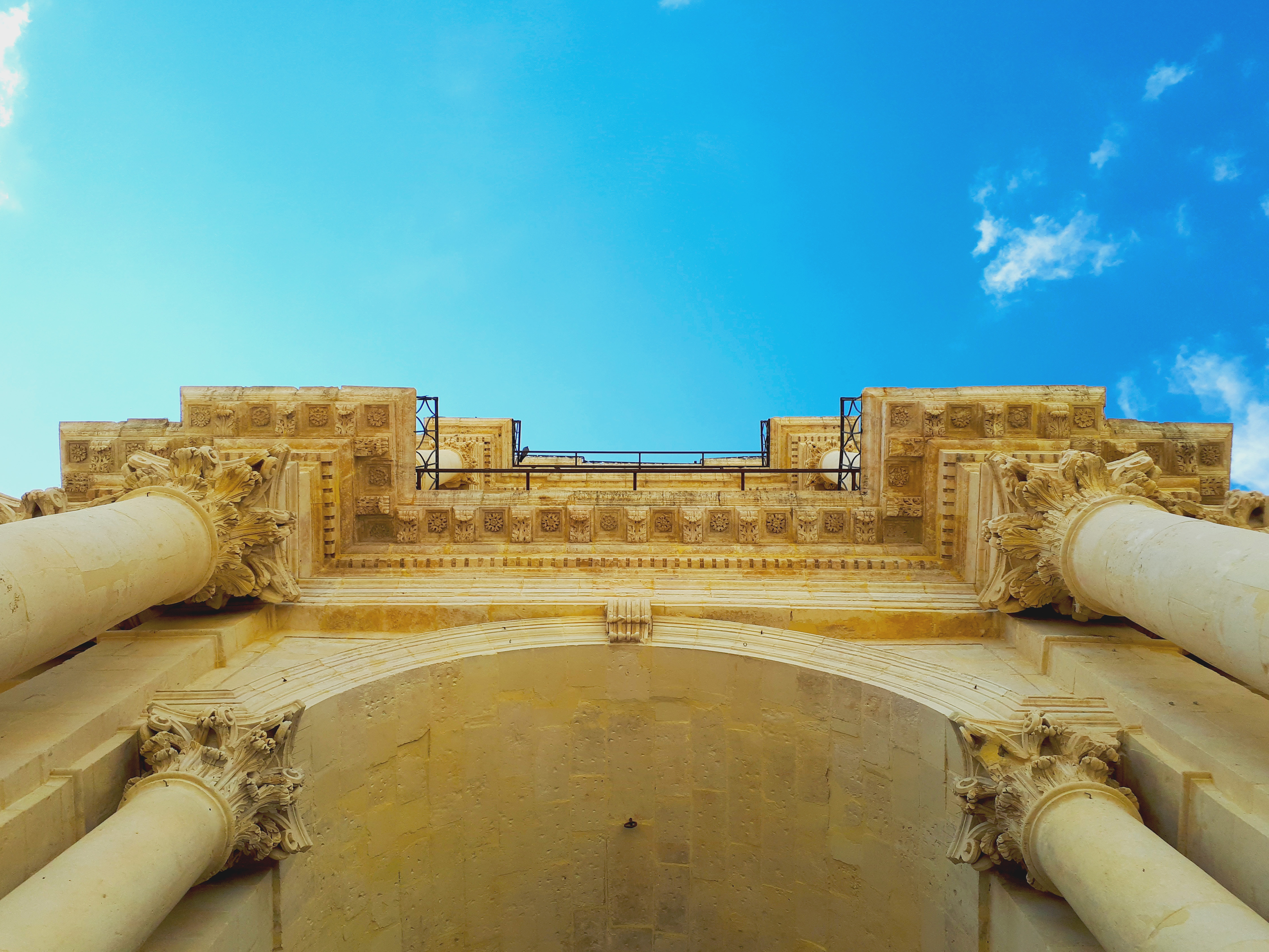
Particolare della facciata.

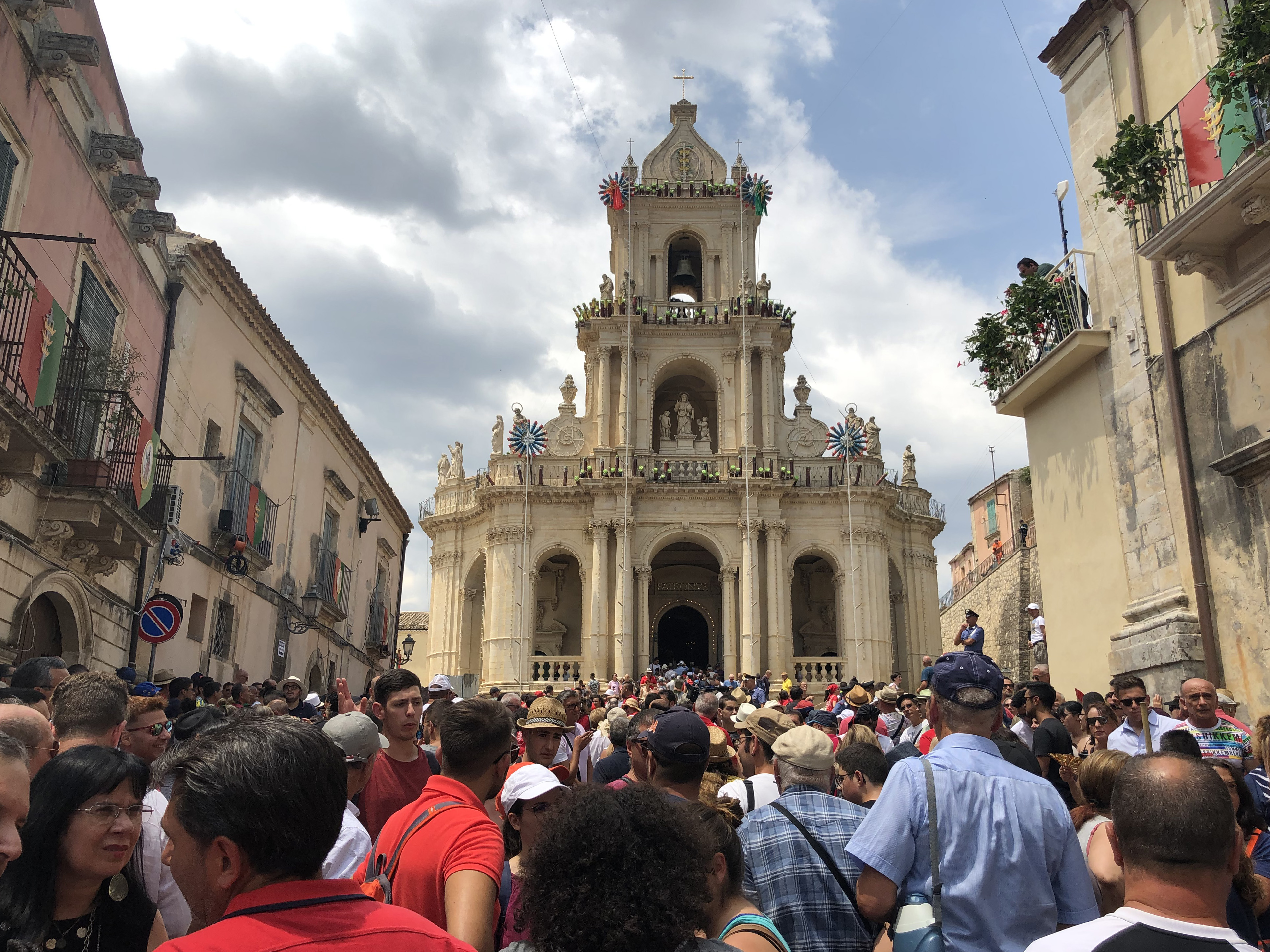
L'attesa dell'uscita.

## Storia

### Epoca aragonese
Preesistente luogo di culto dedicato a Santa Sofia.

### Epoca spagnola
Il tempio fu edificato sull'area che occupava la primitiva chiesa di Santa Sofia. Quest'ultima fu concessa ai confrati a patto che mantenessero, nella nuova costruzione, un ambiente con altare dedicato alla santa. L'edificio era in parte perfezionato nel 1657.  Il simulacro di San Paolo fu intronizzato nel maggio del 1507.
Nel 1663 fu elevato a parrocchia sacramentale ad quinquennium e nel 1669 fu dichiarato sacramentale in perpetuum.
Nel mese di settembre del 1688 San Paolo fu eletto, in apposita assise popolare, patrono principale e protettore di Palazzolo Acreide. Sostituisce la Vergine Odigitria. L'elezione fu confermata dalla Sacra Congregazione dei Riti nel luglio del 1690.
Terremoto del Val di Noto del 1693.

### Epoca borbonica
La città è suddivisa in contrade cui fanno capo altrettante chiese (dedicate rispettivamente a San Paolo, San Sebastiano, San Michele, Sant'Antonio). La chiesa di San Paolo aveva supremazia su tutte.
Con la concessione del titolo di parrocchia alla chiesa di San Sebastiano nel 1859 le tensioni e i dissidi tra le due comunità si inasprirono.
Le reciproche scaramucce e dispetti tra sambastianari e sampaolari, per sanguigne passioni e viscerale attaccamento alle tradizioni, assumono dimensioni tali da costituire oggetto d'analisi da parte dell'antropologo Giuseppe Pitrè.

### Epoca contemporanea
Il terremoto di Santa Lucia del 13 dicembre 1990 determinò un lungo periodo di chiusura.

## Facciata
Una gradinata a rampa unica di 11 gradini raccorda il piano stradale con il sagrato su cui insistono i tre archi del portico o pronao d'accesso alla basilica. Altri sei gradini attraverso il solo varco centrale permettono l'accesso al vestibolo, le arcate minori laterali presentano balaustre in pietra.
La suggestiva facciata barocca è opera del netino Vincenzo Sinatra, ripartita su tre ordini divisi in tre corpi al primo livello, un unico corpo centrale per i restanti livelli caratterizzati da volumetrie via via decrescenti. Elaborati cornicioni e marcapiano dalle ricche modanature separano i livelli, ringhiere in ferro battuto proteggono i rispettivi camminamenti.
Il primo ordine è delimitato da paraste angolari curvilinee che raccordano la controfacciata determinando nell'atrio due arcate sfalsate laterali con sviluppo ad ogiva. Il corpo centrale, per due livelli, è ulteriormente arricchito da coppie di colonne binate aggettanti che contribuiscono ad esaltare la prospettiva convessa di tutta la struttura. L'arcata centrale poggia su colonne parimenti sormontate da capitelli corinzi.
Il secondo ordine ricalca lo schema del corpo centrale del primo con lesene ai lati della grande arcata. All'interno della campata è collocato un gruppo statuario raffigurante un Gesù Cristo con globo crucigero ritratto in atto benedicente, ai lati due angeli osannanti. Due grandi volute raccordano il corpo centrale al livello inferiore conferendo all'insieme slancio e simmetria, sulle mensole superiori sono collocati vasi fiammati acroteriali. Disposte simmetricamente su piedistalli otto statue raffiguranti gli Apostoli.
Il terzo ordine è costituito da un solo corpo centrale abbellito da coppie di lesene binate e colonne a sostegno dell'arco. L'ambiente interno ha funzioni di cella o loggia campanaria. Le restanti quattro statue degli apostoli delimitano l'apertura frontale.
Chiude la prospettiva una cuspide a bulbo contornata da vasi acroteriali fiammati con croci sommitali. La superficie esterna del bulbo reca uno stemma raffigurante una spada che sostiene tre corone sovrapposte simboleggianti gli ordini feudali: l'ordine demaniale o civico proprio delle città regie, l'ordine feudale o baronale, l'ordine ecclesiastico.
Controfacciata, cantoria e organo.

### Impianto
Impianto basilicale a tre navate ripartite da pilastri, due absidi laterali che racchiudono le due navate minori, lungo le pareti e nei vari ambienti sono addossati undici altari, di cui due ubicati nelle cappelle laterali. Il valente pittore Giuseppe Crestadoro tra la fine del '700 e i primi anni dell'800, lavorò molto per la commissione del ciclo pittorico su tela realizzando ben otto quadri autografi o attribuiti, per la maggior parte collocati ad ornamento degli altari della navata destra.

### Navata destra
- Prima campata: fonte battesimale, alla parete l'olio su tela raffigurante il Battesimo di Gesù di Giuseppe Crestadoro.
- Seconda campata: Cappella di San Biagio. Sull'altare il quadro raffigurante il Martirio di San Biagio.
- Terza campata: Cappella di San Paolo. Sull'altare il quadro raffigurante il Battesimo di San Paolo.
  - Pulpito. Manufatto ligneo realizzato da Giuseppe e Sebastiano Giuliano nel 1833.
- Quarta campata: Cappella di Santa Sofia. Sull'altare un quadro dedicato a Santa Sofia.
- Quinta campata: Cappella di San Silvestro. Sull'altare marmoreo il quadro San Silvestro battezza Costantino, opera di Giuseppe Crestadoro.

### Navata sinistra
- Prima campata: Cappella delle Anime Purganti. Sull'altare un grande quadro di Giuseppe Crestadoro.
- Seconda campata: ingresso laterale sinistro.
- Terza campata: Cappella del Santissimo Crocifisso. Ambiente con altare marmoreo, completato da un retroaltare lapideo di fattura settecentesca. Pregiato Crocifisso collocato su tela raffigurante la Beata Vergine Maria ritratta con Santa Maria Maddalena e San Giovanni Evangelista, opera d'autore ignoto.
- Quarta campata: Cappella della Madonna Addolorata. Altare realizzato con marmi pregiati da mastro Carmelo Bonaveura di Catania, nel 1778. Le colonne ed il timpano sono opera del valente artista scalpellino don Antonio Gibilisco, artista attivo negli anni venti del XX secolo. Nella nicchia è posta la statua in cartapesta raffigurante la Madonna Addolorata.
- Quinta campata: Cappella di San Gaetano di Tiene. L'altare di fattura ottocentesca, ha una particolare struttura architettonica che lo rende singolare. Le colonne esterne poggiano sul vuoto, vale a dire il baricentro delle colonne laterali cade al di fuori del ridotto stilobate. La particolare realizzazione è resa possibile da mensole con volute orientate verso l'osservatore. L'artificio rende una prospettiva concava di colonne tortili binate con sviluppo elicoidale alterno, che determina un altrettanto articolato timpano ad archi spezzati, sovrapposti e simmetrici disposti su due livelli. Il corpo centrale delimita una stele intermedia arricchita da stemma coronato disposto su raggiera. Del manufatto se ne ignora l'autore. Nell'edicola è custodito il dipinto San Gaetano di Tiene d'autore ignoto.

### Absidiole
- Absidiola destra: Cappella del Santissimo Sacramento. Ambiente con altare ligneo del ‘600 e due quadri ovali di Giuseppe Crestadoro: la Beata Vergine degli Agonizzanti e l'Assunzione di Maria. Nella cappella uno stupendo altare ligneo con un elaborato tabernacolo del XVII - XVIII secolo, la cui base appartiene all'organo proveniente da una primitiva collocazione fra il primo e secondo pilastro della navata di sinistra. Nell'ambiente sono custodite le statue raffiguranti il Cristo Risorto, proveniente dalla chiesa di San Domenico, e quella della Madonna Bambina, scolpita da Giuseppe Giuliano.
- Absidiola sinistra: Cappella della Madonna del Rosario e di San Domenico, sono presenti le statue dei due santi eponimi, completano l'apparato pittorico due copie della Conversione di San Paolo del Caravaggio, realizzate e donate dal Liceo Artistico di Palazzolo.

### Altare maggiore
Sull'altare maggiore è posto un Crocifisso del XVI - XVII secolo. La monumentale sopraelevazione versus absidem presenta enormi colonne tortili policrome con rilievi fitomorfi lungo lo sviluppo elicoidale dei fusti, i possenti manufatti delimitano l'edicola centrale contenente il quadro raffigurante la Conversione di San Paolo, dipinto attribuito a Giuseppe Crestadoro, dietro la tela è celata la nicchia ove è custodita abitualmente la statua di San Paolo. Chiude la prospettiva un massiccio architrave ornato da vasotti fiammati acroteriali che fanno ala all'iscrizione celebrativa della stele centrale. L'icona è svelata e rimossa dalla custodia abituale in occasione delle due principali festività dell'apostolo delle genti.
La statua fu scolpita dal ragusano Vincenzo Lorefice nel 1567. In tutti questi secoli ha subito diversi interventi di restauro, che ne hanno alterato lo stile originario. Quando fu consegnata nel XVI secolo, la statua era dipinta a tempera e con colori uniformi, turchino la veste e rosso il manto. Nel 1681, sembra abbia subito un primo restauro, in seguito al terremoto del 1693 la statua subì gravi danni, maggiormente al viso, per cui uno statuario di Messina, nel 1695, ne rifece totalmente la testa.
Alle pareti laterali sopra gli scranni del coro sono collocati due dipinti, a sinistra il Naufragio di San Paolo a Malta, a destra la Predicazione di San Paolo.
In fondo all'abside, una sovrapposizione d'altari lignei: la base appartiene ad un antico altare, probabilmente del XVI secolo caratterizzato da archi gotici sostenuti da colonnine tortili; coevo è il paliotto di damasco. Il sopraltare appartiene, invece, ad altro altare ligneo barocco del XVII - XVIII secolo; sopra, la statua della Madonna del Carmelo, proveniente dalla chiesa di San Domenico.
Il seggiolone e le quattro sedie presbiterali scolpite dai fratelli Giuliano nel 1860.

## Sacrestia
In sagrestia oltre ad un prezioso cassarizzo scolpito nel 1778 da Giovanni Torrisi di Catania e Gaetano Rametta di Siracusa, vi sono quattro grandi armadi, a due a due simili, con sedie boffetti, inginocchiatoi, cassapanche, e quattro portiere che in alto incorniciano delle pregevoli tele.

## Organo
L'organo, in origine sistemato tra il primo e il secondo pilastro della navata sinistra, negli anni '30 del XX secolo fu trasferito nella cantoria.
Le decorazioni e le pitture di questo palco sono attribuibili a Scalia di Catania.

## Opere
Le due vare, quella della reliquia e quella di San Paolo, sono permanentemente esposte nella chiesa. Della prima non si conosce l'anno di fabbricazione, la seconda fu realizzata da Giuseppe e Sebastiano Giuliano nel 1899. Nel 1900 fu indorata da Giovanni Tanasi di Ragusa.

## Feste religiose

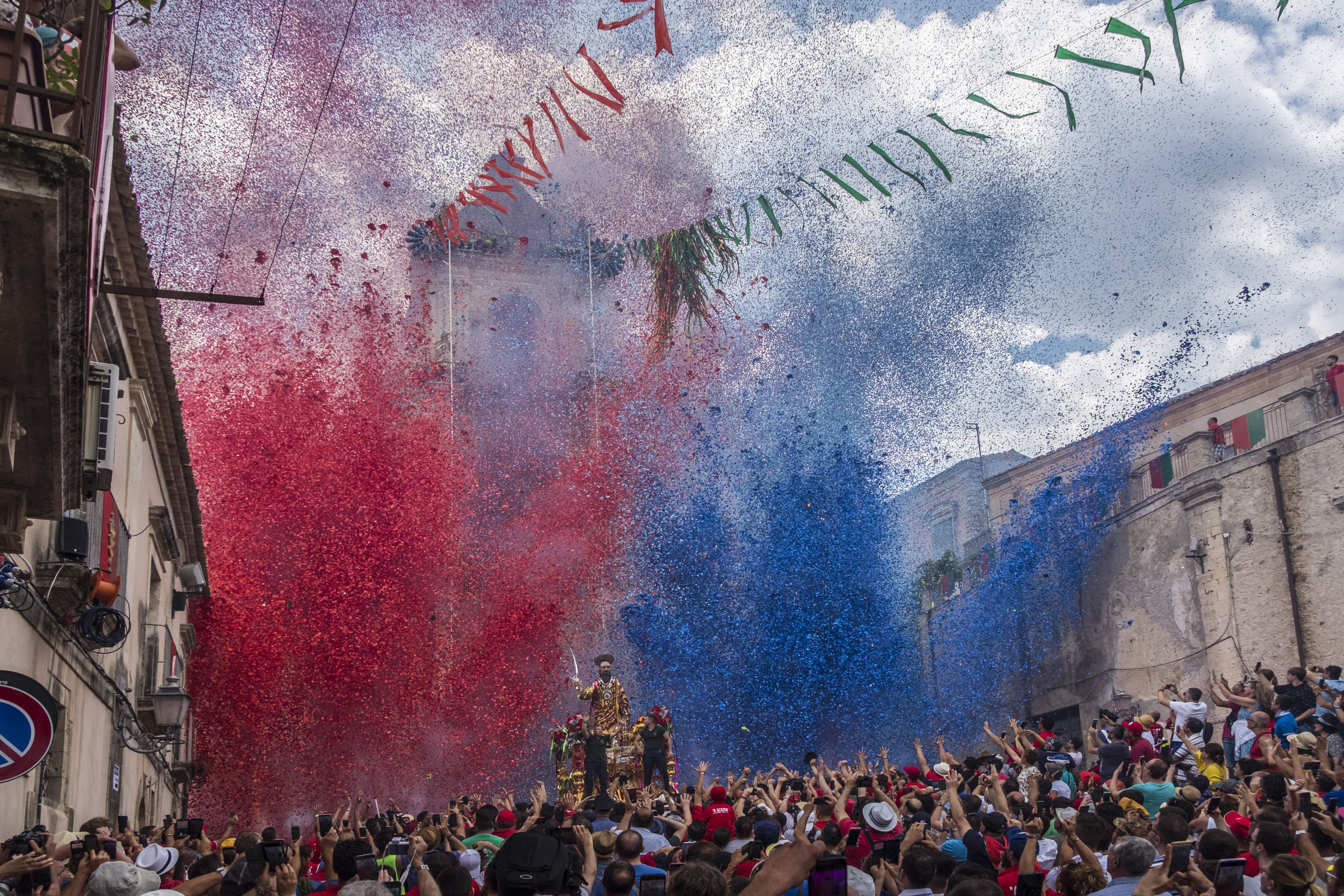
L'uscita di San Paolo.

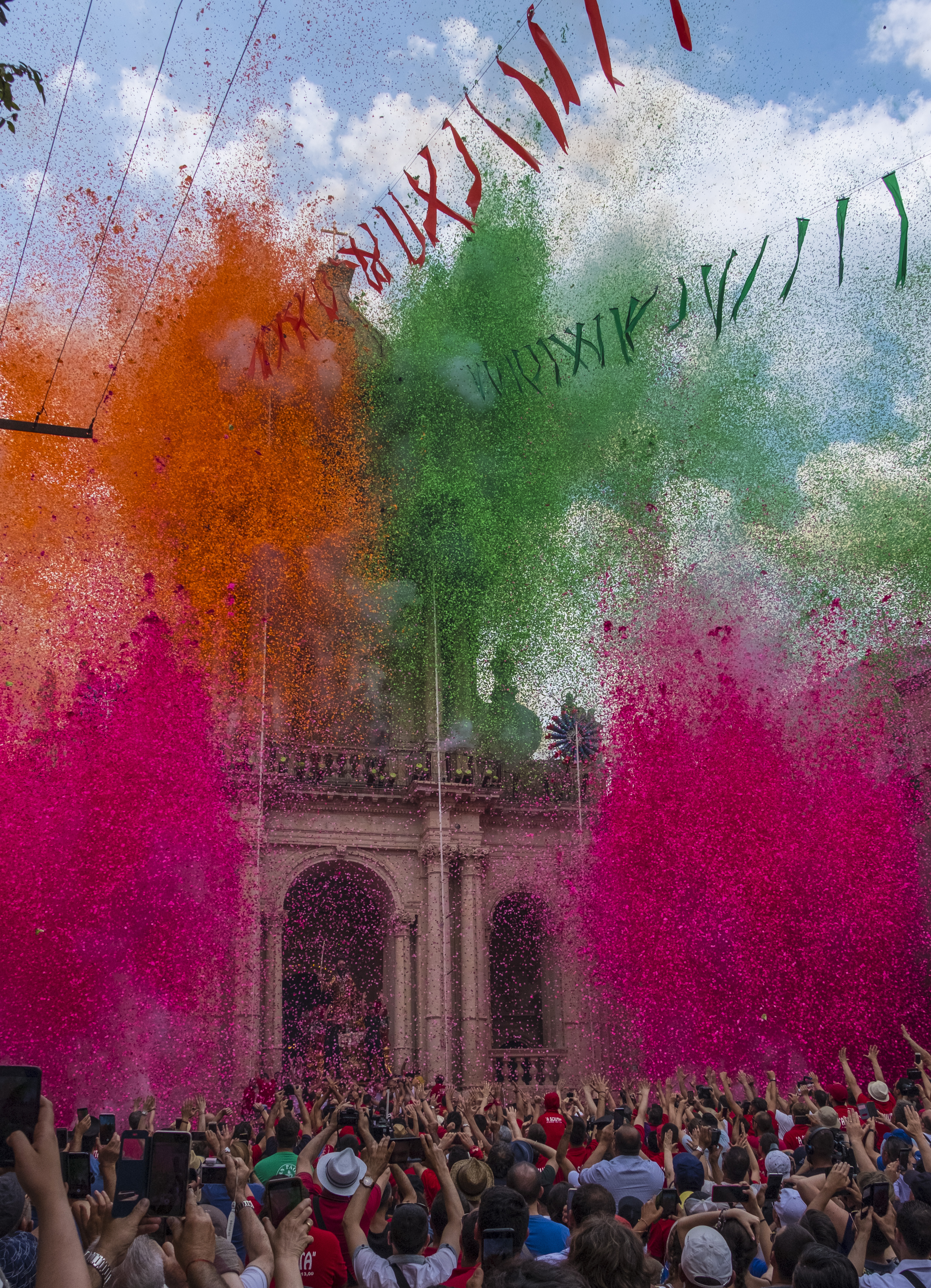
Esplosione di 'nzareddi multicolori.

- 26 - 29 giugno, Festa di San Paolo, giorno del martirio. Funzioni liturgiche e itinerari processionali documentati.[3]
  - 26 giugno in tarda serata, con l'accensione musicale delle luminarie della facciata della basilica e lo spettacolo piromusicale.
  - 29 giugno:
    - la mattinata ha inizio con la benedizione e la distribuzione della Spiga di San Paulu e  'U giro ro pani. Quest'ultimo è realizzato con l'ausilio di un carrettino trainato a mano dai fedeli, lungo il percorso si raccolgono le tradizionali cuddure decorate con serpenti, forme di pane poi benedette e vendute sul sagrato della chiesa.
    - alle ore 13 segue la spettacolare Sciuta dalla basilica. Le vare recanti la reliquia e l'effige raffigurante San Paolo escono in processione, portate a spalla dai devoti. Il rito processionale ha inizio sotto il fragore assordante di migliaia di mortaretti, delle raffiche di  'nzareddi lanciate dagli ordini superiori della facciata e con l'accompagnamento delle marce musicali, che accolgono i fercoli sul sagrato. La processione si snoda per le vie della Palatiolum medievale seguita da una moltitudine di donne scalze per voto. Durante il percorso si ripete il rito della presentazione dei bambini nudi al Santo Patrono e Protettore.[5]
- 3 febbraio, San Biagio di Sebaste. In tale ricorrenza si usa ancora confezionare i cuddureddi di San Biagio. Le ciambelle di pane sono portate in chiesa, indi benedette per essere distribuite ai devoti.

Le feste patronali sono note per la scinnuta (deposizione dalla custodia abituale con relativa preventiva svelatura) e la sciuta (uscita dal tempio), quest'ultima operazione accompagnata dal rumoroso sparo di mortaretti (altrimenti definito moschetteria, masculiata o maschiata, alborata), congiuntamente allo spettacolare lancio di  'nzareddi  (fettucce colorate).

## Galleria d'immagini

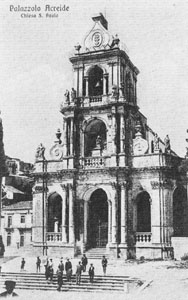
Foto d'epoca